# Olive Nicol, Baroness Nicol
Olive Mary Wendy Nicol, Baroness Nicol (* 21. März 1923; † 15. Januar 2018), war eine britische Politikerin der Labour- und der Co-operative Party.

## Leben und Karriere
Nicol wurde am 21. März 1923 als Tochter von James und Harriet Rowe-Hunter geboren. Sie besuchte die Cahir School in Irland. Von 1942 bis 1944 war sie Verwaltungshauptsekretärin der Inland Revenue und Inspector of the Admiralty von 1944 bis 1948.
Von 1972 bis 1986 war sie Friedensrichterin am Friedensgericht Cambridge (Cambridge Bench). Sie war Mitglied des Verwaltungsrates (Board) der Co-operative Wholesale Society von 1976 bis 1985 und Präsidentin ab 1981. Von 1972 bis 1982 war sie Ratsmitglied (Councillor) des Cambridge City Council. 1974 war sie stellvertretende Bürgermeisterin (Deputy Mayor).
Nicol war von 1976 bis 1978 Mitglied des Supplementary Benefits Tribunal. Von 1978 bis 1981 war sie Mitglied des Careers Service Consultative Panel.

## Mitgliedschaft im House of Lords
Nicol wurde am 20. Januar 1983 zum Life Peer als Baroness Nicol, of Newnham in the County of Cambridge ernannt. Ihre Antrittsrede im House of Lords hielt sie am 7. Februar 1983.
Als Themen von politischem Interesse gab sie auf der Webseite des House of Lords Umweltpolitik, Energiepolitik, Forstwirtschaft, Umweltschutz und Handel an.
Von 1983 bis 1989 war sie Whip der Opposition und Baroness-in-Waiting sowie von 1995 bis 2002 Deputy Speaker und Deputy Chair of Committees. Nicol war Mitglied des Lord Chancellor’s Advisory Committee von 1982 bis 1988 und des Parliamentary Office of Science and Technology (POST) von 1998 bis 2000. Von 1983 bis 1987 war sie Whip der Opposition und von 1987 bis 1989 Opposition Deputy Chief Whip. Von 1988 bis 1989 war sie Oppositionssprecherin für Energie. Von 1983 bis 1992 war sie Sprecherin der Opposition für Belange des Umweltschutzes („Green issues“). Sie war Vorsitzende (Chairman) der All-Party Retail Group.
Sie gehörte folgenden Sonderausschüssen (Select Committees) an: von 1986 bis 1991 European Communities, Science and Technology von 1990 bis 1993, Europa von 1990 bis 1996 sowie des Environment and Social Affairs Sub-Committee. Außerdem gehörte Nicol den Ausschüssen Sustainable Development von 1994 bis 1995, Use of Animals in Scientific Procedures 2001 bis 2002, dem Science and Technology Sub-Committee on Management of Nuclear Waste von 1998 bis 1999 und dem Ecclesiastical Committee von 1990 bis 1996 an.
Am 5. Juli 2004 meldete sie sich zuletzt zu Wort. Zuletzt nahm sie am 27. Juni 2006 an einer Abstimmung teil. Nicol war Ende der 1990er Jahre regelmäßig anwesend, in den folgenden Jahren ging ihre Anwesenheit jedoch immer weiter zurück. Zuletzt nahm sie in der Sitzungsperiode 2007/2008 an einer einzelnen Sitzung teil.
Seit dem 11. Juli 2012 war sie durch einen vom House of Lords vergebenen „Leave of Absence“ beurlaubt.

## Familie
Sie war seit 1947 mit Alexander Douglas Ian Nicol verheiratet. Zusammen hatten sie zwei Söhne und eine Tochter.

## Ehrungen
Sie war Honorary Fellow des Institute of Waste Management. 1990 wurde sie Fellow der Royal Geographical Society.